# Fontaine-Étoupefour
Fontaine-Étoupefour är en kommun i departementet Calvados i regionen Normandie i norra Frankrike. Kommunen ligger i kantonen Évrecy som ligger i arrondissementet Caen. År 2022 hade Fontaine-Étoupefour 2 812 invånare.

## Befolkningsutveckling
Antalet invånare i kommunen Fontaine-Étoupefour
Referens: INSEE